# Michael (album)
Michael is het elfde studioalbum en eerste postume album van de Amerikaanse zanger Michael Jackson. Het album wordt op 14 december 2010 uitgebracht door Epic Records. Op 12 november maakte Sony bekend dat er nummers met onder andere Akon en Lenny Kravitz op staan. Op (I Can't Make It) Another Day nam Dave Grohl van Foo Fighters de drums op.
Michael was het eerste album in België dat platina behaalde in 2011. In 2010 behaalde het album goud.

## Achtergrond
Het aantal nummers en de tracklist van het album waren niet aangekondigd bij de officiële aankondiging van het album.
Volgens eerdere bronnen bevat het tien tot twaalf nummers, opgenomen na het uitkomen van Michael Jacksons tiende en laatste studioalbum "Invincible" in 2001. De nummers zouden allen tussen 2001 en begin 2009 zijn opgenomen. Echter zijn de nummers "Behind the Mask" en "Much Too Soon" uit de "Thriller"-periode. Alle nummers waren opgenomen en zouden stuk voor stuk op verschillende albums uitgebracht moeten worden, maar geen van allen bleven op de plank liggen.
- "Much Too Soon" en "Behind the Mask" werden opgenomen in de "Thrillerperiode"
- "Hollywood Tonight" en "(I Can't Make It) Another Day" (samen met Lenny Kravitz) werden in ca. 2001 opgenomen voor het album "Invincible".
- "(I Like) The Way You Love Me" verscheen als demo op Michael Jackson: The Ultimate Collection.
- "Breaking News", "Monster" (met 50 Cent) en "Keep Your Head Up" werden opgenomen in New Jersey in 2007 bij de familie Cascio.
- "Hold My Hand", werd opgenomen in 2008 met Akon voor zijn album "Freedom". Het haalde het album echter niet.
- "Best of Joy" werd opgenomen in de maanden voor zijn dood in 2009.

## Albumhoes
De albumhoes laat twee Cherubijnen zien die een kroon plaatsen op Michael Jacksons hoofd voor een muurschildering die Michael Jackson laat zien door de verschillende perioden van zijn carrière heen. Het olieverfschilderij is gemaakt door schilder Kadir Nelson in 2009. In het schilderij neemt Kadir - die bekendstaat om de verhalen die hij vertelt in zijn schilderijen - de kijker mee op een reis langs een aantal belangrijke momenten en mensen in Michael Jacksons leven. Kadi zei dat Jackson hem enkele jaren geleden benaderde om een kunstwerk te maken met details uit zijn leven en carrière. Het project was vastgelopen maar later nieuw leven ingeblazen door een van de immo executeurs, John McClain.
"Michael draagt een gouden harnas en staart naar de kijker terwijl hij gekroond wordt door zijn Cupido's" zei Nelson. "Hij plaatst zijn hand op zijn hart en kijkt direct naar de kijker, een symbool van Jacksons grote hart en zijn sterke band met zijn fans en muziek. Een monarchvlinder zit op zijn schouder, nog een symbool van Jacksons metamorfose als zanger en entertainer, alsook een symbool van koningschap. Zijn muzikale geschiedenis ontvouwt zich achter hem." Op de originele en uitgebreide albumhoes zijn Michaels 3 kinderen te zien. Ze staan rechtsonder naast elkaar. In volgorde van links naar rechts, Paris (13), Blanket (9) en Prince (14). De uitgebreide albumhoes is te zien in het boekje dat bij het album zit.
Op de albumhoes zoals oorspronkelijk aangekondigd door Sony zat ook het Prince symbool in een luchtbel naast het hoofd van de tijger. Hierdoor ontstond er op het internet de discussie of Prince betrokken was bij het opnemen van een aantal van de nieuwe nummers. De officiële reactie van het management van Prince was dat er "geen toestemming was gegeven" voor het gebruiken van het symbool. Sindsdien is het symbool weggehaald van de albumhoes zoals weergegeven op de officiële Sony-websites.

## Promoties/singles
De eerste single die uitgebracht wordt van het album Michael werd uitgebracht eind november 2010. Oorspronkelijk werd gedacht dat het nummer 'Breaking News' de eerste single zou zijn omdat dit nummer op maandag 8 november 2010 wordt onthuld via de website van Michael Jackson. Echter heeft Sony Music nadien bevestigd dat 'Breaking News' niet zal worden uitgebracht als officiële single, maar als promotionele teaser voor het album. De eerste echte single "Hold My Hand op 15 november online gezet. Eind januari werd bekendgemaakt dat er ook een 2de single zou komen met als titel "Hollywood Tonight"
Op 12 februari kwam de single Behind the Mask binnen in de Ultratop (Wallonië) op tip46. .

### Promoties
- "Breaking News" – Voor promotie van het album Michael op het internet gezet in november 2010.
- "Much Too Soon" - Kwam op voor 1 week in november 2010 op iTunes terecht.
- "Hollywood Tonight" - Première op tv op 3 december 2010.
- "Keep Your Head Up" - Te horen in reportage van Oprah op 6 december 2010.
- "Monster" - Te horen in reportage van Oprah op 6 december 2010.
- "(I Can't Make It) Another Day" - kwam op voor 1 week (vanaf 7 december 2010) op iTunes terecht.

### Singles
- "Hold My Hand" – Eerste single werd uitgebracht op 15 november 2010.
- "Hollywood Tonight" - Tweede single werd uitgebracht op 11 februari 2011.
- "Behind the Mask - Derde single werd uitgebracht op 21 februari 2011.
- "(I Like) The Way You Love Me - Vierde single werd uitgebracht op 8 juli 2011.

## Tracklist
- 1. "Hold My Hand" (feat. Akon)
- 2. "Hollywood Tonight"
- 3. "(I Like) The Way You Love Me"
- 4. "Best of Joy"
- 5. "(I Can't Make It) Another Day" (feat. Lenny Kravitz)
- 6. "Behind the Mask"
- 7. "Much Too Soon"

2010 Editie
- 1. "Hold My Hand" (feat. Akon)
- 2. "Hollywood Tonight"
- 3. "Keep Your Head Up"
- 4. "(I Like) The Way You Love Me"
- 5. "Monster" (feat. 50 Cent)
- 6. "Best of Joy"
- 7. "Breaking News"
- 8. "(I Can't Make It) Another Day" (feat. Lenny Kravitz)
- 9. "Behind the Mask"
- 10. "Much Too Soon"

Notities
- Vanaf 29 juni 2022 zijn "Keep Your Head Up", "Monster" en "Breaking News" niet langer beschikbaar om te downloaden of te streamen op digitale versies van het album. Sony Music Entertainment verklaarde dat dit te wijten was aan de voortdurende afleiding die de fans veroorzaakten door juridische geschillen over hun authenticiteit. Op 9 september 2022 werd een cd-heruitgave van het album uitgebracht waarop ook deze drie nummers werden verwijderd.

## Releasedata
| Regio               | Datum            | Label            | Format       |
| ------------------- | ---------------- | ---------------- | ------------ |
| Australië           | 10 december 2010 | Sony Music       | Cd           |
| Duitsland           | 10 december 2010 | Sony Music       | Cd           |
| Verenigd Koninkrijk | 13 december 2010 | Sony Music       | Cd           |
| Taiwan              | 14 december 2010 | Sony Music       | Cd           |
| Verenigde Staten    | 14 december 2010 | Epic Records     | Cd, download |
| Japan               | 15 december 2010 | Sony Music Japan | Cd           |

### Goud & platina
| Land                | Certifications |
| ------------------- | -------------- |
| Australië           | Goud           |
| België              | Platina        |
| Canada              | Platina        |
| Denemarken          | Platina        |
| Oostenrijk          | Platina        |
| Hongarije           | Goud           |
| Verenigde Staten    | Platina        |
| Nieuw-Zeeland       | Goud           |
| Spanje              | Platina        |
| Zweden              | Goud           |
| Verenigd Koninkrijk | Platina        |
| Nederland           | Goud           |
| Taiwan              | Platina        |
| Rusland             | Platina        |

## Hitnoteringen

### NederlandseAlbum Top 100
| Hitnotering: 18-12-2010 t/m 12-02-2011 | Hitnotering: 18-12-2010 t/m 12-02-2011 | Hitnotering: 18-12-2010 t/m 12-02-2011 | Hitnotering: 18-12-2010 t/m 12-02-2011 | Hitnotering: 18-12-2010 t/m 12-02-2011 | Hitnotering: 18-12-2010 t/m 12-02-2011 | Hitnotering: 18-12-2010 t/m 12-02-2011 | Hitnotering: 18-12-2010 t/m 12-02-2011 | Hitnotering: 18-12-2010 t/m 12-02-2011 | Hitnotering: 18-12-2010 t/m 12-02-2011 | Hitnotering: 18-12-2010 t/m 12-02-2011 |
| Week:                                  | 1                                      | 2                                      | 3                                      | 4                                      | 5                                      | 6                                      | 7                                      | 8                                      | 9                                      |                                        |
| -------------------------------------- | -------------------------------------- | -------------------------------------- | -------------------------------------- | -------------------------------------- | -------------------------------------- | -------------------------------------- | -------------------------------------- | -------------------------------------- | -------------------------------------- | -------------------------------------- |
| Positie:                               | 1                                      | 6                                      | 10                                     | 7                                      | 15                                     | 24                                     | 38                                     | 56                                     | 73                                     | uit                                    |

### VlaamseUltratop 100Albums
| Hitnotering: 18-12-2010 t/m 12-03-2011 | Hitnotering: 18-12-2010 t/m 12-03-2011 | Hitnotering: 18-12-2010 t/m 12-03-2011 | Hitnotering: 18-12-2010 t/m 12-03-2011 | Hitnotering: 18-12-2010 t/m 12-03-2011 | Hitnotering: 18-12-2010 t/m 12-03-2011 | Hitnotering: 18-12-2010 t/m 12-03-2011 | Hitnotering: 18-12-2010 t/m 12-03-2011 | Hitnotering: 18-12-2010 t/m 12-03-2011 | Hitnotering: 18-12-2010 t/m 12-03-2011 | Hitnotering: 18-12-2010 t/m 12-03-2011 | Hitnotering: 18-12-2010 t/m 12-03-2011 | Hitnotering: 18-12-2010 t/m 12-03-2011 | Hitnotering: 18-12-2010 t/m 12-03-2011 | Hitnotering: 18-12-2010 t/m 12-03-2011 |
| Week:                                  | 1                                      | 2                                      | 3                                      | 4                                      | 5                                      | 6                                      | 7                                      | 8                                      | 9                                      | 10                                     | 11                                     | 12                                     | 13                                     |                                        |
| -------------------------------------- | -------------------------------------- | -------------------------------------- | -------------------------------------- | -------------------------------------- | -------------------------------------- | -------------------------------------- | -------------------------------------- | -------------------------------------- | -------------------------------------- | -------------------------------------- | -------------------------------------- | -------------------------------------- | -------------------------------------- | -------------------------------------- |
| Positie:                               | 4                                      | 5                                      | 10                                     | 13                                     | 18                                     | 20                                     | 25                                     | 28                                     | 38                                     | 43                                     | 54                                     | 79                                     | 68                                     | uit                                    |